# Éamon a Búrc
Éamon a Búrc (1866 - 1942) fou un sastre i contador d'històries irlandès o seanchaí.
Va néixer en una família parlant de gaèlic irlandès a Carna (Galway), Éamon a Búrc fou portat pels seus pares a Graceville (Minnesota) en 1880. El seu passatge fou pagat per l'arquebisbe John Ireland, qui desitjava omplir la prada de Minnesota amb famílies de grangers irlandesos. Després d'un greu torb el 15 d'octubre de 1880, la condició dels refugiats de Conamara esdevingué un escàndol internacional. La família Búrc va ser desallotjada de les seves terres i reassentats a Saint Paul (Minnesota) en un assentament informal que va ser conegut com a Connemara Patch. Éamon i el seu pare anaren a treballar al Gran Ferrocarril del Nord de James J. Hill. Després de perdre una cama en un accident laboral, Éamon va tornar a Irlanda i treballà com a sastre a la seva llar a la vila d'Aill na Brón, vora Carna.
En la tardor de 1935 va rebre la visita de Séamus Ó Duilearga i Liam Mac Coisdeala, representants de l'Irish Folklore Commission. Ells gravaren el seu repertori de llegendes i poesies folklòriques en una col·lecció de cilindres. Més tard les gravacions foren transcrites i ompliren més de 2.000 pàgines manuscrites.
L'Enciclopèdia d'Irlanda afirma: "Possiblement va ser el millor narrador que fou recollit en el segle xx, el conte folklòric més llarg mai recollit a Irlanda - ocupa tres nit en contar i recull 30.000 paraules – fou recollit d'ell."